# Клеманс Бургундска
Клеманс Бургундска (на френски: Clémence de Bourgogne, Clementia; * 1078, † 1133) е графиня на Фландрия през 1092 – 1111 г.

## Живот
Тя е дъщеря на граф Гийом I Бургундски († 12 ноември 1087), граф на Бургундия от династията Бургундия-Иврея, и на Стефания де Лонгви († 19 октомври сл. 1088). Сестра е на Райналд II (граф на Бургундия), Раймунд, женен през 1087 за Урака, кралица на Кастилия и Леон, наследничка на крал Алфонсо VI, на Гиг дьо Вие, който става през 1119 г. папа като Каликст II. Нейната сестра Берта става кралица, омъжва се през 1093 г. за Алфонсо VI, крал на Кастилия.
Клеменс се омъжва пр. 1092 г. за Роберт II Фландърски († 5 октомври 1111) от Дом Фландрия и става графиня на Фландрия. Когато той заминава за Първия кръстоносен поход, тя е съ-регентка на графството от 1096 до 1100 г. и от 1111 г. за нейния син Балдуин VII.
След смъртта на Роберт II тя се омъжва втори път през 1125 г. за Готфрид VI († 25 януари 1139), херцог на Долна Лотарингия. Нейната заварена дъщеря Аделаида през 1121 г. става втората съпруга на английския крал Хенри I.

## Деца
Клеменс и Роберт II Фландърски имат три деца:
- Балдуин VII (* пр. 1093, † 1119), граф на Фландрия (1111 – 1119)
- Гийом (* 1094, † 1109)
- Филипе (* 1095, † млад)

Клеменс и Готфрид VI имат син:
- Жослин от Льовен († 1180), жени се за Агнес от английския род Дом Перси.